# Joanna Buza
Joanna Buza (ur. 15 kwietnia 1981) – polska lekkoatletka, specjalistka od  średnich dystansów.

## Kariera
Mimo iż jej koronną konkurencją był bieg na 800 m to życiowy sukces odniosła będąc członkiem sztafety 4 x 400 metrów, kiedy to wywalczyła razem z koleżankami (Marta Chrust, Ewelina Sętowska oraz Anna Zagórska) srebrny medal Uniwersjady (Daegu 2003). Uczestnictwo w Mistrzostwach Świata Juniorów w Santiago De Chile w 2000. Wielokrotna medalistka Mistrzostw Polski. Reprezentantka Polski w biegach średnich w lekkoatletycznych meczach międzypaństwowych. W latach 2000, 2002 nagrodzona za wybitne osiągnięcia sportowe przez Prezydenta Miasta Lublin. Nagroda Samorządu Województwa Lubelskiego za osiągnięcia w dziedzinie kultury fizycznej i sportu w roku 2003. Przez większość kariery startowała w barwach Startu Lublin.

## Najważniejsze osiągnięcia
- Ogólnopolska Olimpiada Młodzieży Wrocław 1998: srebrny medal w biegu na 800m.
- Mistrzostwa Polski Juniorów Wrocław 2000: srebrny medal na 1500m.
- Młodzieżowe Mistrzostwa Polski w Krakowie 2002: srebrny medal w biegach na 800m. i 1500m.
- Mistrzostwa Polski w Szczecinie 2002: brązowy medal w biegu na 800m.
- Uniwersjada w Daegu w 2003: srebrny medal w sztafecie 4x400m. (3:38.17), 8 miejsce w biegu na 800m.
- Mistrzostwa Polski Bielsko Biała 2003:srebrny medal w biegu na 800m. (2.06.67)
- Młodzieżowe Mistrzostwa Polski Biała Podlaska 2003: złoty medal w biegach na 800m. (2.05.22) i na 1500m. (4.23.8)
- Mistrzostwa Polski Szkół Wyższych w Poznaniu 2003: srebrny medal w biegu na 800m. i brązowy medal 4x400m.
- Mistrzostwa Polski w Bydgoszczy 2004: brązowy medal w biegu na 800m. (2.06.06)
- Mistrzostwa Polski Biała Podlaska 2005: brązowy medal w biegu na 800m. (2.03.77)

## Rekordy życiowe
- bieg na 400 m - 55.55 (2002)
- bieg na 800 m - 2:02.38 (2002)
- bieg na 1000 m - 2:43.76 (2004)
- bieg na 1500 m - 4:15.84 (2002)2:43,76